# Suiti
Suiti su mala zajednica od oko 2800 katolika na oko 402 km² većinski protestantskog (luteranskog) zapadnog dijela Latvije. Njihov kulturni prostor odlikuje se nizom odlika kao što su žensko vokalno pjevanje zujanjem, svadbenim običajima, šarenim narodnim nošnjama, jezikom Suiti, lokalnom kuhinjom, vjerskim običajima, godišnjim slavljima i izvanrednim brojem narodnih pjesama, plesova i melodija. Zbog toga je kulturni prostor Suita 2009. godine upisan na UNESCO-ov popis nematerijalne svjetske baštine u Europi.

## Povijest
Povijest Suita seže gotovo 400 godina do romantizirane priče iz 1623. godine kada je upravitelj pokrajine Alsunge, luteran Johan Ulrich von Schwerin, kako bi mogao oženiti poljsku dvorsku damu Barbaru Konarsku, odlučio preći na katoličanstvo. Po sklapanju braka morali su živjeti u izgnanstvu u Litvi i Poljskoj, sve do 1632. godine kada mu umire otac i kada su se vratili u Alsungu. God. 1634. Ulrich je pozvao isusovce da uspostave misiju u Alsungi. Darovao im je zemljište za katoličku zajednicu i uz pomoć isusovaca prisilno uklonio protestantskog svećenika iz Alsunga. Kada je pokušao proširiti katolički utjecaj na okolno područje naišao je na nasilni otpor susjednih protestantskih veleposjednika, koji su naposljetku otrovali Ulricha 1637. god. Nastupio je veliki sukob protestanata i katolika u kojemu je i sam kralj Poljske, Vladislav, morao intervenirati kako bi smirio nemire.
Obitelj Schwerin prodala je svoj posjed 1738. godine, ali je tada već postojalo snažno katoličko područje okruženo s triju strana evangeličkim krajevima, a s četvrte Baltičkim morem. Iako nije otok, nekoliko stoljeća je ovo područje praktično djelovalo izolirano. Brakovi između različitih vjeroispovjesti snažno su obeshrabrivani, a cijelo je područje živjelo u određenoj vjerskoj, kulturnoj i donekle gospodarskoj izolaciji.

## Kultura
Upravo zahvaljujući svojevrsnoj izolaciji Suiti su očuvali bogatu tradicijsku kulturu i običaje, što je jedinstven svjetski fenomen. Zadržali su stari oblik proširene obitelji u kojoj se mnoge vještine prenose s koljena na koljeno, što je temelj kulturne baštine Suita. Spoj predkršćanskih običaja i vjerskih katoličkih rituala čini jedinstven spoj nematerijalne kulturne baštine Suita. Osnova njihova identiteta, katolička vjera, brzo se oporavila nakon sovjetskog razdoblja, čime su kulturne tradicije Suita doživjele postupni preporod.
No, danas uglavnom samo stari ljudi poznaju ovu baštinu i javlja se potreba za hitnim širenjem njihova znanja kako bi više ljudi bilo uključeno u njihovo očuvanje tako što bi povratili elemente koji su sačuvani samo u pisanim dokumentima, filmskim arhivima i muzejskim skladištima. Zbog toga je kulturni prostor Suita iste godine upisan i na popis nematerijalne svjetske baštine za hitnu zaštitu.

## Vanjske poveznice
- Kulturni prostor Suita, video na youtube (engl.) 10.03 min